# Assérac
Assérac är en kommun i departementet Loire-Atlantique i regionen Pays de la Loire i nordvästra Frankrike. Kommunen ligger i kantonen Herbignac som tillhör arrondissementet Saint-Nazaire. År 2022 hade Assérac 1 881 invånare.
På bretonska heter orten Azereg.

## Befolkningsutveckling
Antalet invånare i kommunen Assérac
| Referens: INSEE |